# Egon Kristoffersson
Gustaf Egon Filip Kristoffersson, född 10 september 1901 i Ljungby församling, Kronobergs län, död 4 februari 1987 i Halmstad, var en svensk skolledare och socialdemokratisk kommunalpolitiker.
Kristoffersson, som var son till grovarbetare Karl-Gustav Kristoffersson och Betty Andersson, avlade folkskollärarexamen i Växjö 1923. Han blev folkskollärare i Halmstads stad 1923, tillsynslärare 1952, överlärare 1953 och rektor 1958. Han var ordförande Halmstads folkskolors konstförening, ledamot av skolstyrelsen sedan 1934, av stadsfullmäktige sedan 1935 och dess ordförande från 1967.